# Helcophorus berendti
Helcophorus berendti is een keversoort uit de familie netschildkevers (Lycidae). De wetenschappelijke naam van de soort werd in 1987 gepubliceerd door Albert Winkler.